# Neoplax crassipes
Neoplax crassipes is een slangster uit de familie Ophiomyxidae.
De wetenschappelijke naam van de soort werd in 1922 gepubliceerd door René Koehler.